# Велизарий
Велиза́рий (полное имя — Велиза́рий Фла́вий; также — Велиса́рий; лат. Flavius Belisarius, ср.-греч. Φλάβιος Βελισάριος; около 505 — 13 марта 565) — византийский военачальник времён императора Юстиниана I. Консул 535 года. Считается одним из величайших полководцев византийской истории. В некоторых источниках приводится прозвище Меч Рима (лат. Gladius Rōmae); муж Антонины.

## Биография
Родился около 505 года н. э. в римской колонии Германия Дакская (Germania in Dacia; совр. г. Сапарева-Баня в Болгарии), в провинции Мёзия. Семья его имела, по разным данным, иллирийские, фракийские, германские (готские) или славянские корни.

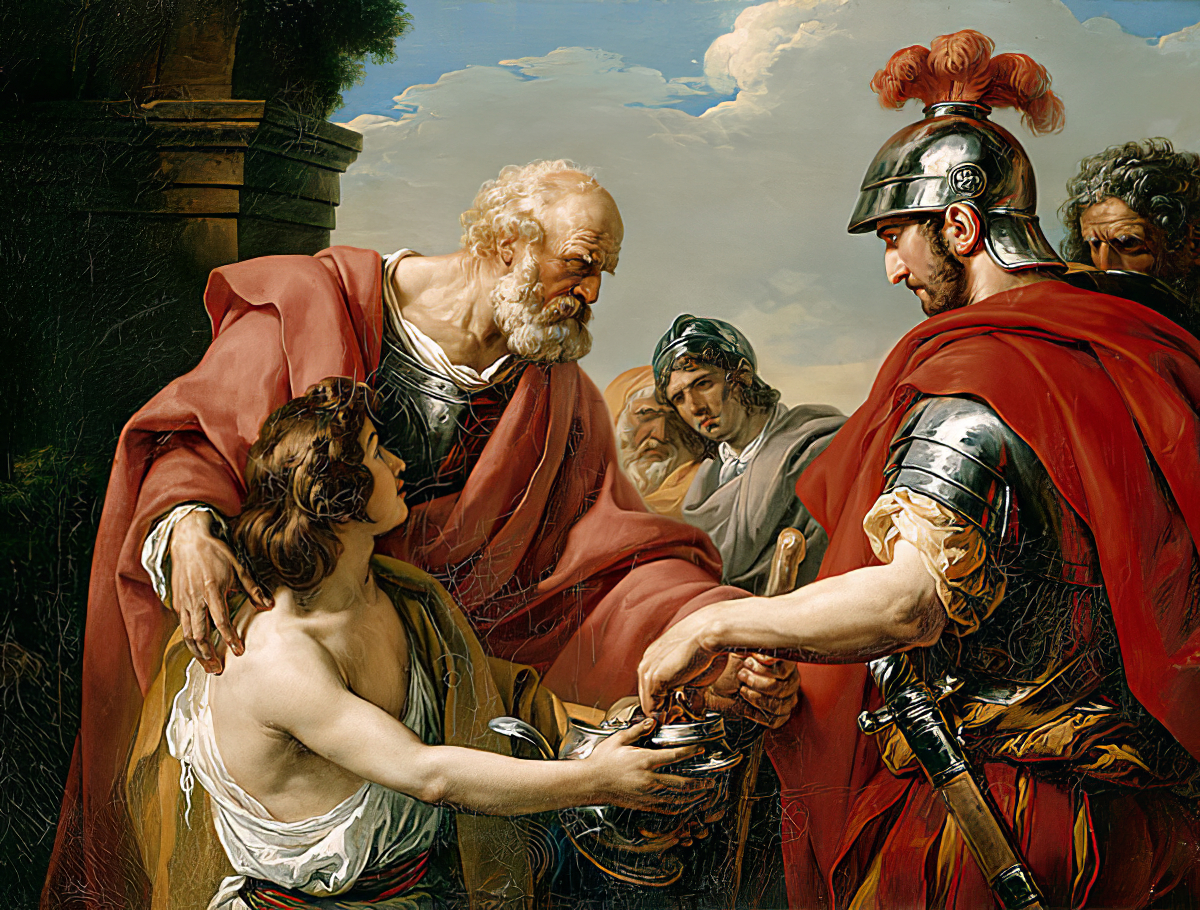
Велизарий
Франсуа-Андре Венсан (1776)

Начал свою службу солдатом гвардии императора Юстина I (518—527), и около 525 года, во время войны с Сасанидским Ираном, уже командовал небольшим отрядом, действовавшим в Персидской Армении.
В 527 году при новом императоре Юстиниане I Велизарий стал главнокомандующим Византийской армией и в 530—532 годах одержал ряд впечатляющих военных побед над иранцами, что привело к подписанию с империей Сасанидов «Вечного мира» 532 года, благодаря чему Византия получила почти на десятилетие долгожданную передышку на восточных границах.
В 532 году участвовал в подавлении восстания «Ника». В итоге восстание было подавлено, был восстановлен порядок в столице и сохранена власть императора. Это ещё более укрепило положение Велизария при императорском дворе.
В 533 году, возглавляя войско, посланное в Африку против вандалов, он разбил их при Трикамероне, занял Карфаген, взял в плен вандальского короля Гелимера, и тем положил конец Вандальскому королевству (Вандальская война). После этого ему поручено было изгнать готов из Италии и разрушить Остготское королевство.
В 534 году Велизарий покорил Сицилию и, переправившись в Италию, взял Неаполь и Рим и выдержал его осаду; но война этим не кончилась, а затянулась ещё на несколько лет. Наконец, остготский король Витигес, преследуемый войсками Велизария, был захвачен в плен и отвезён пленником в Константинополь. Между тем, возобновилась война с персами.

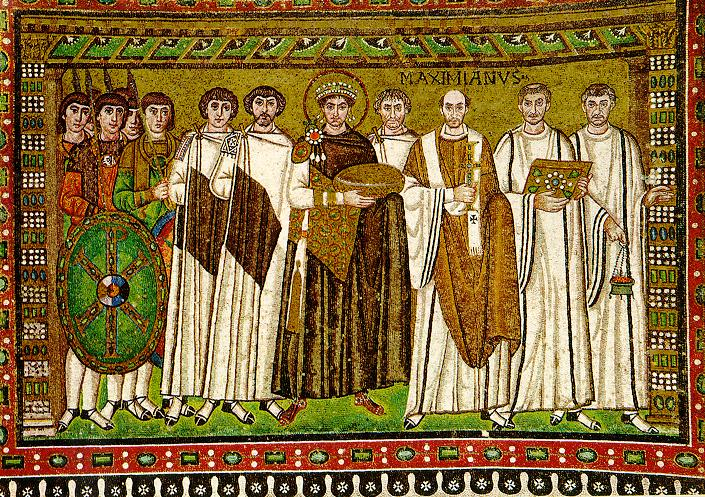
Император Юстиниан и Велизарий (мозаика базилики Сан-Витале, Равенна)

Победы, одержанные персидским царём Хосровом, заставили Юстиниана послать Велизария в Азию, где он, действуя с неизменной удачей, окончил и эту войну. Из Азии Велизарий опять был послан в Италию в 544 году, где остготский король Тотила нанёс жестокие поражения византийским войскам и овладел Римом.
Вторая итальянская кампания Велизария (544—548) была не столь удачной. Хотя ему удалось на короткое время вернуть Рим в 547 году, победить византийцы не смогли, поскольку большая часть войска была занята войной против Сасанидов на Востоке (конец Остготскому королевству положил в 552 году вечный соперник Велизария Нарсес). Велизарий был отстранён от командования и в течение 12 лет оставался не у дел. В 559 году во время нашествия болгар ему снова было поручено начальство над войсками, и действия его были по-прежнему успешны.
Под конец жизни в 562 году Велизарий подвергся опале: его имения были конфискованы. Однако в 563 году Юстиниан I оправдал и освободил полководца, вернув все конфискованные имения и ранее пожалованные титулы, хотя и оставил его в безвестности. Тем не менее, эта опала впоследствии в XII веке подала повод к возникновению легенды об ослеплении Велизария.

## В искусстве

### Живопись
- Франсуа Жерар, картина «Велизарий, несущий своего поводыря, ужаленного змеей»
- Жак-Луи Давид картина «Велизарий, просящий милостыню».

### Кино
- «Феодора, императрица Византийская» — реж. Риккардо Фреда, Италия, 1954 год. Роль Велизария исполнил Нерио Бернарди.
- «Битва за Рим» — реж. Роберт Сьодмак, Серджиу Николаеску, ФРГ, 1968—1969 год. Роль Велизария исполнил Лэнг Джеффрис.
- «Русь изначальная» — реж. Геннадий Васильев, СССР, 1985 год. Роль Велизария исполнил Элгуджа Бурдули.

### Другое
- А. Ф. Мерзляков, романс «Велизарий».
- Доницетти Гаэтано, опера «Велизарий».
- Компьютерная игра Total War: Attila — сюжетная кампания «Последний Римлянин»